# Aphyosemion
Aphyosemion – rodzaj ryb karpieńcokształtnych z rodziny Nothobranchiidae.

## Klasyfikacja
Gatunki zaliczane do tego rodzaju:
| - Aphyosemion abacinum - Aphyosemion ahli – proporczykowiec Ahla - Aphyosemion alpha - Aphyosemion amoenum - Aphyosemion aureum - Aphyosemion australe – proporczykowiec z Kap Lopez - Aphyosemion bamilekorum - Aphyosemion bitaeniatum – proporczykowiec wielobarwny - Aphyosemion bivittatum – proporczykowiec dwupręgi - Aphyosemion bochtleri - Aphyosemion bualanum – proporczykowiec fioletowy - Aphyosemion buytaerti - Aphyosemion callipteron - Aphyosemion calliurum – proporczykowiec flagowy - Aphyosemion campomaanense - Aphyosemion castaneum - Aphyosemion caudofasciatum - Aphyosemion celiae - Aphyosemion chauchei - Aphyosemion christyi - Aphyosemion citrineipinnis - Aphyosemion coeleste - Aphyosemion cognatum – proporczykowiec czerwony - Aphyosemion congicum - Aphyosemion cyanostictum - Aphyosemion dargei - Aphyosemion decorsei - Aphyosemion ecucuense - Aphyosemion edeanum - Aphyosemion elberti - Aphyosemion elegans - Aphyosemion erythron - Aphyosemion escherichi - Aphyosemion etsamense - Aphyosemion exigoideum - Aphyosemion ferranti - Aphyosemion franzwerneri - Aphyosemion fulgens - Aphyosemion gabunense - Aphyosemion georgiae - Aphyosemion guineense - Aphyosemion hanneloreae - Aphyosemion heinemanni - Aphyosemion hera | - Aphyosemion herzogi - Aphyosemion hofmanni - Aphyosemion joergenscheeli - Aphyosemion kouamense - Aphyosemion koungueense - Aphyosemion labarrei - Aphyosemion lamberti - Aphyosemion lefiniense - Aphyosemion lividum - Aphyosemion loennbergii - Aphyosemion louessense - Aphyosemion lugens - Aphyosemion lujae – proporczykowiec czerwonopręgi - Aphyosemion maculatum - Aphyosemion malumbresi - Aphyosemion melanogaster - Aphyosemion melinoeides - Aphyosemion microphtalmum - Aphyosemion mimbon - Aphyosemion musafirii - Aphyosemion obscurum - Aphyosemion ocellatum - Aphyosemion ogoense - Aphyosemion omega - Aphyosemion pamaense - Aphyosemion pascheni - Aphyosemion passaroi - Aphyosemion plagitaenium - Aphyosemion poliaki - Aphyosemion polli - Aphyosemion primigenium - Aphyosemion pseudoelegans - Aphyosemion punctatum - Aphyosemion punctulatum - Aphyosemion raddai - Aphyosemion rectogoense - Aphyosemion riggenbachi - Aphyosemion schluppi - Aphyosemion schoutedeni - Aphyosemion seegersi - Aphyosemion splendopleure - Aphyosemion striatum - Aphyosemion teugelsi - Aphyosemion thysi - Aphyosemion tirbaki - Aphyosemion volcanum - Aphyosemion wachtersi - Aphyosemion wildekampi - Aphyosemion wuendschi - Aphyosemion zygaima |

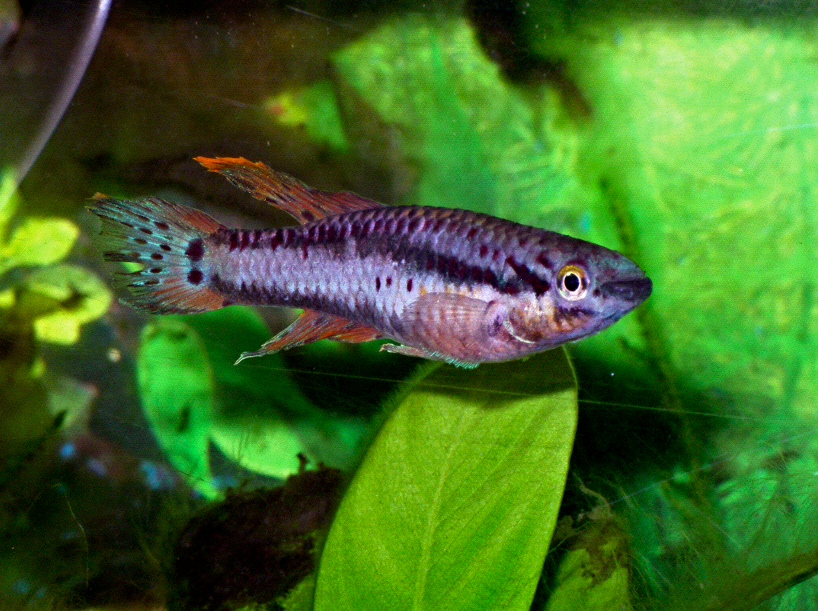
Aphyosemion bivittatum